# Hans Ernst Weidinger
Hans Ernst Weidinger (* 29. Juli 1949 in Wien; † 24. Februar 2023 in Sezzate/Greve in Chianti) war ein österreichischer Philologe, Theaterwissenschaftler, Kunsthistoriker, Philanthrop und Mäzen.

## Leben
Weidinger studierte zunächst Jus, Klassische Philologie, Theaterwissenschaft und Kunstgeschichte an der Universität Wien. Außerdem absolvierte er Tanz- und Gesangsausbildungen und ein Klavierstudium in Wien und Prag. Er unternahm zahlreiche Studienreisen nach Italien, insbesondere Venedig, Florenz, Rom, Neapel, Palermo und in die gesamte Welt.
Weidinger nahm an Symposien in der Scuola Normale Superiore zu Pisa teil, an der Universität Mozarteum in Salzburg sowie beim ISSEI in Pamplona.
Weidinger war Gründer der Redaktion Tagbau (1999), des Wiener Da Ponte Institut (2000) mit Herbert Lachmayer als Leiter, des Don Juan Archivs Wien – einer außeruniversitären Forschungsinstitution, die sich der Geschichte des Don-Juan-Stoffes bis zu Lorenzo Da Pontes und Wolfgang Amadeus Mozarts Don Giovanni sowie der Rezeption dieser Oper widmet – sowie des Forschungszentrum Studivm Faesvlanvm und des Hollitzer Verlags (2011).

## Künstlerische Projekte
- Wiener Brut (Film, Wien 1982)
- Constitutionis Theresianae Revocatio (Aufführung, Wien 1982)
- La Préendante Chante (Aufführung, Berlin 1984)
- Il Giudizio di Don Giovanni (Librettist und Regisseur, Regensburg 1986)
- HIC SAXA LOQVVNTVR (Architekturwettbewerb, Pfaffenberg – Berlin – Wien – Venedig, 1993–1996)
- Eine Oper für Büropa. Vorspiel im Büro (Librettist und Regisseur, Linz 1998)
- Fermata Greve Piazza (Librettist und Regisseur, Greve in Chianti, 2002)
- mit  Agostino Borromeo (Herausgeber), Pierantonio Piatti (Herausgeber): Europa cristiana e Impero Ottomano: Momenti e Problematiche (Ottomania), Hollitzer Wissenschaftsverlag 2020, ISBN 978-3990121863

## Wissenschaftliche Veröffentlichungen (Auswahl)
- Don Giovanni und die habsburgische Heiratspolitik. Aus dem Nachlass hrsg. v. Reinhard Eisendle und Matthias J. Pernerstorfer. Hollitzer Verlag, Wien 2023 (Don Juan Studies 1), ISBN 978-3-99094-147-8.
- Il Dissoluto punito : Untersuchungen zur äußeren und inneren Entstehungsgeschichte von Lorenzo da Pontes & Wolfgang Amadeus Mozarts Don Giovanni. 1. [Kap.] 1–2. (Band 1), Wien 2002.
- Il Dissoluto punito : Untersuchungen zur äußeren und inneren Entstehungsgeschichte von Lorenzo da Pontes & Wolfgang Amadeus Mozarts Don Giovanni. 2. [Kap.] 3–4. (Band 2), Wien 2002.
- Il Dissoluto punito : Untersuchungen zur äußeren und inneren Entstehungsgeschichte von Lorenzo da Pontes & Wolfgang Amadeus Mozarts Don Giovanni. 3. [Kap.] 5. (Band 3), Wien 2002.
- Il Dissoluto punito : Untersuchungen zur äußeren und inneren Entstehungsgeschichte von Lorenzo da Pontes & Wolfgang Amadeus Mozarts Don Giovanni. 4. [Kap.] 6–7. (Band 4), Wien 2002.
- Il Dissoluto punito : Untersuchungen zur äußeren und inneren Entstehungsgeschichte von Lorenzo da Pontes & Wolfgang Amadeus Mozarts Don Giovanni. 5. Anhang: Bibliographie mit Anhangserläuterung und Verzeichnissen. (Band 5), Wien 2002.
- Il Dissoluto punito : Untersuchungen zur äußeren und inneren Entstehungsgeschichte von Lorenzo da Pontes & Wolfgang Amadeus Mozarts Don Giovanni. 6. Anhang: Teil I. Dramaturgische Quellen, A. Don-Juan-Schauspiele, geistliche Formen – Spanien, Italien. (Band 6), Wien 2002.
- Il Dissoluto punito : Untersuchungen zur äußeren und inneren Entstehungsgeschichte von Lorenzo da Pontes & Wolfgang Amadeus Mozarts Don Giovanni. 7. Anhang: Teil I. Dramaturgische Quellen, A. Don-Juan-Schauspiele, geistliche Formen – Frankreich, … . (Band 7), Wien 2002.
- Il Dissoluto punito : Untersuchungen zur äußeren und inneren Entstehungsgeschichte von Lorenzo da Pontes & Wolfgang Amadeus Mozarts Don Giovanni. 8. Anhang: Teil I. Dramaturgische Quellen, A. Don-Juan-Schauspiele, geistliche Formen – Deutschland, Österreich. (Band 8), Wien 2002.
- Il Dissoluto punito : Untersuchungen zur äußeren und inneren Entstehungsgeschichte von Lorenzo da Pontes & Wolfgang Amadeus Mozarts Don Giovanni. 9. Anhang: Teil I. Dramaturgische Quellen, B. Don-Juan-Ballette : 1669–1770. (Band 9), Wien 2002.
- Il Dissoluto punito : Untersuchungen zur äußeren und inneren Entstehungsgeschichte von Lorenzo da Pontes & Wolfgang Amadeus Mozarts Don Giovanni. 10. Anhang: Teil I. Dramaturgische Quellen, B. Don-Juan-Ballette : 1771–1787. (Band 10), Wien 2002.
- Il Dissoluto punito : Untersuchungen zur äußeren und inneren Entstehungsgeschichte von Lorenzo da Pontes & Wolfgang Amadeus Mozarts Don Giovanni. 11. Anhang: Teil I. Dramaturgische Quellen, B. Don-Juan-Ballette : 1788–1800. (Band 11), Wien 2002.
- Il Dissoluto punito : Untersuchungen zur äußeren und inneren Entstehungsgeschichte von Lorenzo da Pontes & Wolfgang Amadeus Mozarts Don Giovanni. 12. Anhang: Teil I. Dramaturgische Quellen, C. Don-Juan-Opern : 1669–1787. (Band 12), Wien 2002.
- Il Dissoluto punito : Untersuchungen zur äußeren und inneren Entstehungsgeschichte von Lorenzo da Pontes & Wolfgang Amadeus Mozarts Don Giovanni. 13. Anhang: Teil I. Dramaturgische Quellen, C. Don-Juan-Opern : 1787–1788. (Band 13), Wien 2002.
- Il Dissoluto punito : Untersuchungen zur äußeren und inneren Entstehungsgeschichte von Lorenzo da Pontes & Wolfgang Amadeus Mozarts Don Giovanni. 14. Anhang: Teil II. Italienische Oper in Prag, Repertoire, 1677–1805. (Band 14), Wien 2002.
- Il Dissoluto punito : Untersuchungen zur äußeren und inneren Entstehungsgeschichte von Lorenzo da Pontes & Wolfgang Amadeus Mozarts Don Giovanni. 15. Anhang: Teil II. Italienische Oper in Prag, Impresarii, 1724–1800. (Band 15), Wien 2002.
- Il Dissoluto punito : Untersuchungen zur äußeren und inneren Entstehungsgeschichte von Lorenzo da Pontes & Wolfgang Amadeus Mozarts Don Giovanni. 16. Anhang: Teil II. Italienische Oper in Prag, Sänger, 1774–1788. (Band 16), Wien 2002.